# Mario Meneghetti
Mario Meneghetti (Novara, 4 febbraio 1893 – Novara, 24 febbraio 1942) è stato un calciatore italiano, di ruolo centrocampista.

## Caratteristiche tecniche
Centromediano, pur non essendo molto alto risultava eccellente nel gioco di testa. Non era dotato di una tecnica eccezionale, ma aveva una notevole resistenza atletica ed era un giocatore molto corretto. Sua caratteristica peculiare, che lo rendeva immediatamente riconoscibile sui campi di gioco, era di giocare con un fazzoletto bianco annodato dietro alla fronte.

## Carriera

### Giocatore

#### Club
Meneghetti, iniziò la sua carriera nel mondo del calcio militando con la storica Voluntas Novara, successivamente fu una delle più grandi bandiere della storia del Novara, club di cui segnò la prima rete assoluta in una sconfitta contro il Torino. A metà degli anni Venti passò alla Juventus dove vinse uno scudetto nel 1926, poi l'anno successivo tornò a Novara per chiudere la carriera con la maglia del club della sua città natale dopo una parentesi al Seregno.

#### Nazionale
Meneghetti debuttò in Nazionale il 13 maggio 1920 in un'amichevole contro i Paesi Bassi in preparazione alle Olimpiadi di Anversa. Nel corso del torneo olimpico fu titolare e disputò 3 delle 4 partite dell'Italia, l'ultima delle quali fu la sconfitta contro la Spagna che estromise l'Italia dalla corsa alle medaglie.

### Allenatore
Negli anni Trenta allenò il Novara in Serie B e la Pro Patria in Serie C.

## Morte
Lavorando come capogestore presso lo scalo merci della Stazione di Novara, morì investito da un treno nel 1942.

## Statistiche

### Cronologia presenze e reti in Nazionale
| Cronologia completa delle presenze e delle reti in nazionale ― Italia | Cronologia completa delle presenze e delle reti in nazionale ― Italia | Cronologia completa delle presenze e delle reti in nazionale ― Italia | Cronologia completa delle presenze e delle reti in nazionale ― Italia | Cronologia completa delle presenze e delle reti in nazionale ― Italia | Cronologia completa delle presenze e delle reti in nazionale ― Italia | Cronologia completa delle presenze e delle reti in nazionale ― Italia | Cronologia completa delle presenze e delle reti in nazionale ― Italia |
| Data                                                                  | Città                                                                 | In casa                                                               | Risultato                                                             | Ospiti                                                                | Competizione                                                          | Reti                                                                  | Note                                                                  |
| --------------------------------------------------------------------- | --------------------------------------------------------------------- | --------------------------------------------------------------------- | --------------------------------------------------------------------- | --------------------------------------------------------------------- | --------------------------------------------------------------------- | --------------------------------------------------------------------- | --------------------------------------------------------------------- |
| 13-5-1920                                                             | Genova                                                                | Italia                                                                | 1 – 1                                                                 | Paesi Bassi                                                           | Amichevole                                                            | -                                                                     |                                                                       |
| 28-8-1920                                                             | Gand                                                                  | Egitto                                                                | 1 – 2                                                                 | Italia                                                                | Olimpiadi 1920                                                        | -                                                                     |                                                                       |
| 29-8-1920                                                             | Anversa                                                               | Francia                                                               | 3 – 1                                                                 | Italia                                                                | Olimpiadi 1920                                                        | -                                                                     |                                                                       |
| 2-9-1920                                                              | Anversa                                                               | Spagna                                                                | 2 – 0                                                                 | Italia                                                                | Olimpiadi 1920                                                        | -                                                                     |                                                                       |
| Totale                                                                |                                                                       | Presenze                                                              | 4                                                                     |                                                                       | Reti                                                                  | 0                                                                     |                                                                       |